# Кріс Батлер
Кріс Батлер (англ. Chris Butler; 27 жовтня 1986, м. Сент-Луїс, США) — американський хокеїст, захисник. Виступає за «Сент-Луїс Блюз» у Національній хокейній лізі.
Виступав за Денверський університет (NCAA), «Баффало Сейбрс», «Портленд Блейзерс» (АХЛ), «Калгарі Флеймс», ХК «Карлскруна» (локаут), «Сент-Луїс Блюз», «Чикаго Вулвс» (АХЛ).
В чемпіонатах НХЛ — 345 матчів (29+121), у турнірах Кубка Стенлі — 42 матчі (3+18).
У складі національної збірної США учасник чемпіонатів світу 2012 і 2013 (18 матчів, 1+3). У складі молодіжної збірної США учасник чемпіонату світу 2006.
Досягнення
- Бронзовий призер чемпіонату світу (2013)